# Fiesta Bowl
El Fiesta Bowl o Tazón Fiesta es un partido anual de fútbol americano universitario entre equipos de la NCAA.
Se disputa desde 1971. Originalmente, el partido se jugaba en Tempe, Arizona, en el Sun Devil Stadium, pero desde 2006 se ha trasladado al State Farm Stadium, situado en Glendale.
En 1998 pasó a formar parte de las denominadas Bowl Championship Series, y desde 2014 es uno de los seis bowls que acogen de manera rotatoria una semifinal del College Football Playoff.

## Historia

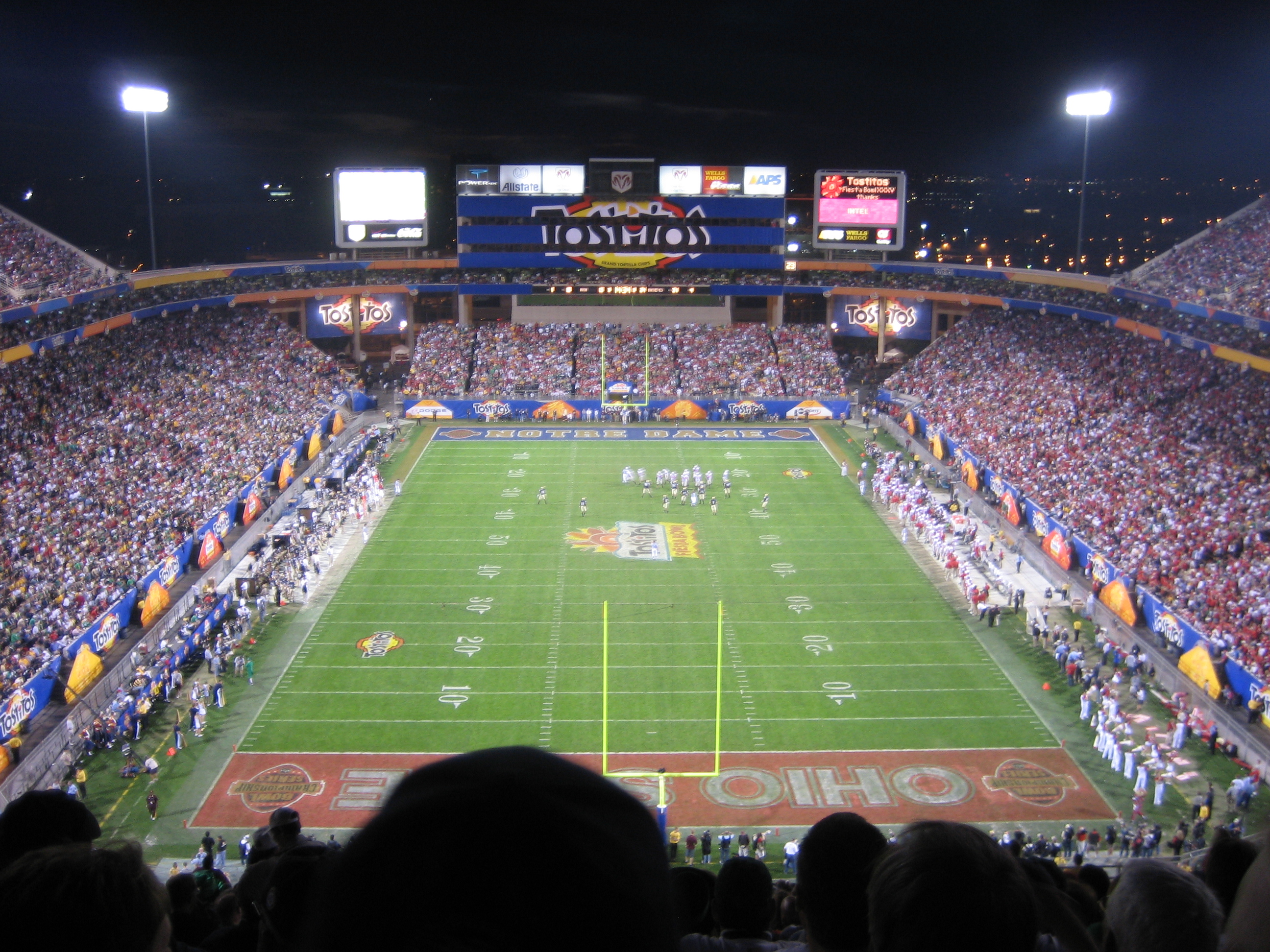
Fiesta Bowl de 2006, la última celebrada en el Sun Devil Stadium.

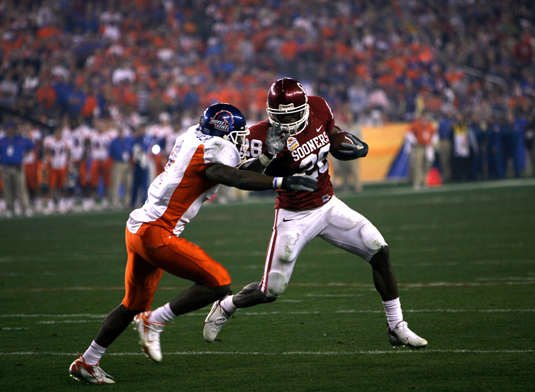
Fiesta Bowl de 2007, jugada entre Boise State y Oklahoma.

El Fiesta Bowl nació para asegurar una plaza a los equipos de la Western Athletic Conference en un bowl de postemporada, ya que ni la Universidad de Wyoming en 1968, ni la Estatal de Arizona en 1969 habían recibido invitación alguna. El Fiesta Bowl se creó con la premisa de que una de las invitaciones al partido la obtuviera directamente el ganador de la WAC.
Con el paso del tiempo fue ganando prestigio e incluyendo equipos de las conferencias Big Ten, Pac-12 y Big 12. En 1992 se integró en la Bowl Coalition y añadió a los equipos subcampeones de la Big East y de la Big Eight a su historial. En 1995 se incorporó a la Bowl Alliance y fue el partido que decidió el campeonato nacional entre los campeones de la Big Eight y la SEC. En 1996 y 1997 lo jugaron los campeones de la Big 12 y la Big East. Entre 1998 y 2006 formó parte del Bowl Championship Series, por lo que recibía al campeón de la Big 12 y a otro equipo destacado a nivel nacional, siendo además sede del campeonato nacional en 1999 y 2003. En 2014 pasa a ser uno de los bowls que acogen las semifinales del College Football Playoff.

## Palmarés
| Temporada | Ganador                | Marcador       | Perdedor            |
| --------- | ---------------------- | -------------- | ------------------- |
| 1971      | Estatal de Arizona     | 45 - 38        | Estatal de Florida  |
| 1972      | Estatal de Arizona     | 49 - 35        | Missouri            |
| 1973      | Estatal de Arizona     | 28 - 7         | Pittsburgh          |
| 1974      | Estatal de Oklahoma    | 16 - 6         | Brigham Young       |
| 1975      | Estatal de Arizona     | 17 - 14        | Nebraska            |
| 1976      | Oklahoma               | 41 - 7         | Wyoming             |
| 1977      | Estatal de Pensilvania | 42 - 30        | Estatal de Arizona  |
| 1978      | Arkansas               | 10 - 10        |                     |
| 1978      | UCLA                   | 10 - 10        |                     |
| 1979      | Pittsburgh             | 16 - 10        | Arizona             |
| 1980      | Estatal de Pensilvania | 31 - 19        | Estatal de Ohio     |
| 1981      | Estatal de Pensilvania | 26 - 10        | Sur California      |
| 1982      | Estatal de Arizona     | 32 - 21        | Oklahoma            |
| 1983      | Estatal de Ohio        | 28- 23         | Pittsburgh          |
| 1984      | UCLA                   | 39 - 37        | Miami               |
| 1985      | Míchigan               | 27 - 23        | Nebraska            |
| 1986      | Estatal de Pensilvania | 14 - 10        | Miami               |
| 1987      | Estatal de Florida     | 31 - 28        | Nebraska            |
| 1988      | Notre Dame             | 34 - 21        | Virginia Occidental |
| 1989      | Estatal de Florida     | 41 - 17        | Nebraska            |
| 1990      | Louisville             | 34 - 7         | Alabama             |
| 1991      | Estatal de Pensilvania | 42 - 17        | Tennessee           |
| 1992      | Syracuse               | 26 - 22        | Colorado            |
| 1993      | Arizona                | 29 - 0         | Miami               |
| 1994      | Colorado               | 41 - 24        | Notre Dame          |
| 1995      | Nebraska               | 62 - 24        | Florida             |
| 1996      | Estatal de Pensilvania | 38 - 15        | Texas               |
| 1997      | Estatal de Kansas      | 35 - 18        | Syracuse            |
| 1998      | Tennessee              | 23 - 16        | Estatal de Florida  |
| 1999      | Nebraska               | 31 - 21        | Tennessee           |
| 2000      | Estatal de Oregon      | 41 - 9         | Notre Dame          |
| 2001      | Oregón                 | 38 - 16        | Colorado            |
| 2002      | Estatal de Ohio        | 31 - 24 (2 TS) | Miami               |
| 2003      | Estatal de Ohio        | 35 - 28        | Estatal de Kansas   |
| 2004      | Utah                   | 35 - 7         | Pittsburgh          |
| 2005      | Estatal de Ohio        | 35 - 20        | Notre Dame          |
| 2006      | Estatal de Boise       | 43 - 42 (TS)   | Oklahoma            |
| 2007      | Virginia Occidental    | 48 - 28        | Oklahoma            |
| 2008      | Texas                  | 24 - 21        | Estatal de Ohio     |
| 2009      | Estatal de Boise       | 17 - 10        | Cristiana de Texas  |
| 2010      | Oklahoma               | 48 - 20        | Connecticut         |
| 2011      | Estatal de Oklahoma    | 41 - 38 (TS)   | Stanford            |
| 2012      | Oregon                 | 35 - 17        | Estatal de Kansas   |
| 2013      | Florida Central        | 52 - 42        | Baylor              |
| 2014      | Estatal de Boise       | 38 - 30        | Arizona             |
| 2015      | Estatal de Ohio        | 44 - 28        | Notre Dame          |
| 2016      | Clemson                | 31 - 0         | Estatal de Ohio     |
| 2017      | Estatal de Pensilvania | 35 - 28        | Washington          |
| 2018      | LSU                    | 40 - 32        | UCF                 |
| 2019      | Clemson                | 29 - 23        | Estatal de Ohio     |
| 2020      | Estatal de Iowa        | 34 - 17        | Oregon              |
| 2021      | Estatal de Oklahoma    | 37 - 35        | Notre Dame          |
| 2022      | TCU                    | 51 - 45        | Michigan            |
| 2023      | Oregon                 | 45 - 6         | Liberty             |
| 2024      | Estatal de Pensilvania | 31 - 14        | Estatal de Boise    |

## Equipos destacados
| Equipo                 | Participaciones | Victorias | Conferencia             |
| ---------------------- | --------------- | --------- | ----------------------- |
| Estatal de Ohio        | 9               | 4         | Big Ten                 |
| Estatal de Pensilvania | 8               | 8         | Independiente / Big Ten |
| Estatal de Arizona     | 6               | 5         | Pac-12 / Big 12         |
| Nebraska               | 6               | 2         | Big Eight / Big 12      |
| Oklahoma               | 5               | 2         | Big Eight / Big 12      |
| Estatal de Boise       | 4               | 3         | WAC / Mountain West     |
| Estatal de Florida     | 4               | 2         | Independiente / ACC     |
| Oregon                 | 3               | 3         | Pac-12                  |
| Oklahoma State         | 2               | 2         | Big Eight / Big 12      |